# De facto
De facto (in italiano di fatto) è una locuzione latina utilizzata in ambito giuridico per indicare un elemento che si trova in stato «di essere» pur non avendo un riconoscimento ufficiale; una norma de facto è quindi una norma che, sebbene non ufficializzata da un ente preposto, è talmente diffusa da essere comunque ritenuta un riferimento globale.
La locuzione de facto è solitamente utilizzata in contrapposizione a de iure (in italiano di diritto), che indica invece qualcosa che è stato stabilito dalla legge in modo ufficiale.

## Diritto internazionale
Nell'ambito del diritto internazionale, si dice che uno stato è indipendente de facto quando, sebbene non sia considerato dalla comunità internazionale come un paese indipendente, nella pratica gestisce la propria sovranità in completa autonomia. Esempi di Paesi indipendenti “de facto” sono la Transnistria o l’Abcasia, Stati fattualmente indipendenti, ma riconosciuti dalla comunità internazionale come parte rispettivamente della Moldavia e della Georgia, dalle quali sono rivendicati. 
Questa condizione è contrapposta all'indipendenza de iure, quando cioè l'indipendenza del paese non solo è sostanziale, ma è anche ratificata dalla comunità internazionale.

## Informatica
In informatica viene utilizzato il termine "standard de facto" per indicare quelle architetture o quei formati le cui specifiche sono di pubblico dominio, ma non sono mai state normate da un ente preposto. Solitamente questo si verifica quando quella specifica architettura o formato gode di grande popolarità e ampia diffusione.
Altri tipi di architetture o formati esistenti sono:
- standard proprietari
- standard de iure